# Fojanes
Fojanes o San Verísimo de Fojanes (llamada oficialmente San Breixo de Foxás) es una parroquia española del municipio de Touro, en la provincia de La Coruña, Galicia.

## Historia
Antiguamente denominada San Breixome de Foxáns, como así lo recoge Jerónimo del Hoyo en sus Memoria del Arzobispado de Santiago publicadas en el año de 1607. Recoge que por aquel entonces había en la parroquia 48 feligreses. Además también hace referencia a la existencia de una ermita dedicada a Santa Cristina, existente todavía en la actualidad en el lugar de A Obra.

## Entidades de población
Entidades de población que forman parte de la parroquia:
- Besaña
- Fojanes de Abajo[6] (Foxás de Abaixo)
- Grijó[7] (Grixó)
- La Iglesia[8] (A Eirexe)
- Obra (A Obra)
- Sobredo
- Tolán

## Demografía
| Gráfica de evolución demográfica de Fojanes entre 2000 y 2019 |
|                                                               |
| Datos según el nomenclátor publicado por el INE.              |